# Viva (Bolivia)
La Empresa de Telecomunicaciones Nuevatel PCS de Bolivia S.A., más conocida como VIVA, es una operadora de telecomunicaciones de Bolivia. Fundada en 1999, ha sido pionera en la revolución tecnológica en Bolivia, al ser la primera en lanzar redes 3G y 4G LTE, así como en liderar procesos de digitalización. En 2025, se convirtió en la primera empresa de telecomunicaciones boliviana en lanzar una Super App, integrando servicios de autogestión, beneficios exclusivos, compras, entretenimiento, servicios financieros y navegación cero rating para sus usuarios, todo en una sola plataforma, marcando un nuevo estándar en experiencia digital. En la actualidad se encuentra entre las mayores empresas del país. 

## Historia

### 1999 – Fundación
Nuevatel PCS de Bolivia S.A. fue fundada en 1999 como resultado de una alianza entre Western Wireless International (con una participación del 72%) y la cooperativa boliviana COMTECO (con un 28%). La empresa inició operaciones comerciales en el año 2000 bajo la marca VIVA, ofreciendo servicios de telefonía móvil con un enfoque en innovación tecnológica.

### 2000–2004 – Pioneros en tecnología CDMA
Durante sus primeros años, VIVA se posicionó como uno de los primeros operadores en introducir la tecnología CDMA (Code Division Multiple Access) en el país, marcando un enfoque diferencial respecto a sus competidores que operaban en redes GSM.

### 2005 – Fusión de Western Wireless y creación de Trilogy
El 9 de enero de 2005, Western Wireless anunció su fusión con Alltel Corporation, una compañía estadounidense de telecomunicaciones. La operación fue aprobada por los accionistas el 29 de julio de ese año y se concretó el 1 de agosto de 2005.
Tras esta fusión, los fundadores de Western Wireless, John W. Stanton y Theresa Gillespie, fundaron Trilogy International Partners, reteniendo la propiedad de Nuevatel a través de dos holdings registrados en Delaware, Estados Unidos: Western Wireless International Bolivia II y Western Wireless International Bolivia Corp.

### 2010 – Primer operador en lanzar red 3G en Bolivia
VIVA marcó un hito en la historia de las telecomunicaciones del país al convertirse en el primer operador en lanzar tecnología 3G, mejorando significativamente la velocidad y calidad del acceso a internet móvil.

### 2014 – Primer operador con red 4G LTE en Bolivia
En 2014, VIVA volvió a liderar el avance tecnológico al lanzar la primera red 4G LTE del país, permitiendo conexiones móviles de alta velocidad y consolidando su posición como empresa innovadora.

### 2017 – Lanzamiento de la APP
El 17 de noviembre de 2017, VIVA puso a disposición de sus usuarios una app de autogestión de servicios para sus usuarios llamada "VIVA APP".

### 2021 – Ingreso de Balesia Technologies
En septiembre de 2021, el grupo internacional Balesia Technologies adquirió la propiedad de Western Wireless International Bolivia II y Western Wireless International Bolivia Corp., accionistas mayoritario de Nuevatel PCS de Bolivia S.A. Esta adquisición marcó una nueva etapa estratégica centrada en modernización tecnológica, expansión digital y reposicionamiento de marca.

### 2025 – Primera Super App de telecomunicaciones en Bolivia
VIVA se convierte en la primera empresa de telecomunicaciones en Bolivia en lanzar una versión de VIVA APP, desarrollada sobre la plataforma de ALVA, como Super App, con el objetivo de democratizar el acceso a internet, ofreciendo navegación cero rating para sus usuarios. La aplicación integra funcionalidades como autogestión, beneficios exclusivos, compras, entretenimiento, servicios financieros y más, en un ecosistema digital unificado.

### Liderazgo en inteligencia artificial y desarrollo sostenible
VIVA lidera la creación de la Mesa de Trabajo de Inteligencia Artificial y Digitalización para el Desarrollo Sostenible en el marco del Pacto Global de las Naciones Unidas, reafirmando su compromiso con la transformación digital, la inclusión social y la sostenibilidad en Bolivia.

## Servicios para personas
VIVA ofrece una variedad de servicios móviles, digitales para clientes en toda Bolivia. 
Servicios actuales:

#### Telefonía móvil
1. Planes prepago:[6] permiten realizar recargas flexibles y activar bolsas diarias, semanales, ilimitadas o por aplicación. Las campañas promocionales como RompeBolsas o sMartes ofrecen beneficios adicionales de navegación, voz o entretenimiento.
2. Planes postpago:[7] también llamados Planes WOW, incluyen datos móviles, minutos ilimitados y beneficios adicionales como suscripción a Paramount+ y acceso exclusivo a promociones digitales.

#### Internet móvil
1. Cobertura nacional con tecnologías 3G y 4G LTE.
2. Bolsas de navegación[8] con opciones:
  1. Diarias (desde 200 MB).
  2. Ilimitadas por hora o por app.
  3. Semanales y mensuales, con beneficios adicionales por recarga desde la Super App.

#### Super App VIVA[9]
Lanzada en 2024, es la primera Super App de telecomunicaciones en Bolivia. Integra una experiencia digital unificada que permite:
1. Consultar saldo, pagar facturas y comprar bolsas.
2. Acceder a beneficios exclusivos, descuentos y sorteos.
3. Jugar y participar en dinámicas de fidelización (Programa Bonus Club).
4. Navegación sin consumo de megas (0 rating) al utilizar la Super App VIVA, lo que permite autogestión, compras, acumulación de puntos, usar redes sociales y acceso a beneficios sin descontar datos dentro de la app.

#### BONUS: Programa de fidelización[10]
El programa BONUS recompensa la interacción del cliente con VIVA mediante puntos que pueden canjearse por beneficios.
Bonus Club, un club de fidelidad donde se acumulan puntos por recargas, compras en la app, participar en ruletas o realizar acciones digitales.
Los puntos pueden canjearse por bolsas, descuentos, beneficios digitales o experiencias.

#### Entretenimiento digital
Durante los últimos años VIVA apuesta por la conexión con el entretenimiento y el gaming a través de iniciativas propias y alianzas internacionales:
1. Batalla en el Salar: Isla VIVA x Fortnite:[11] experiencia inmersiva en el universo del videojuego, con narrativa nacional y contenidos exclusivos.
2. Épico: plataforma de beneficios que integra entretenimiento en música y videojuegos.
3. Planes WOW con acceso incluido a la plataforma de streaming Paramount+,[12] sin costo adicional.

## Servicios para empresas (División Corporativa)[13]
La División Corporativa de VIVA ofrece soluciones integrales para empresas, instituciones y pymes, con servicios enfocados en conectividad, productividad, automatización y gestión de clientes.
Servicios principales:
1. Marketing Directo: campañas digitales personalizadas y segmentadas, incluyendo SMS, email y push notifications.
2. Internet Dedicado para Empresas: conectividad simétrica de alta velocidad, estable y con soporte especializado.
3. Plataforma CRM SaaS: solución en la nube para gestión de clientes, automatización de procesos y seguimiento comercial.
4. VPN Empresarial: redes privadas virtuales para comunicación segura entre sucursales o teletrabajo.
5. Planes Móviles Corporativos: paquetes adaptados a equipos de trabajo, con control de consumo, datos compartidos y beneficios exclusivos.